# Spectinomycin
Spectinomycin, được bán dưới tên thương mại là Trobicin cùng với một số các tên khác, là một kháng sinh hữu ích cho việc điều trị nhiễm trùng lậu. Chúng được đưa vào cơ thể bằng cách tiêm vào cơ.
Tác dụng phụ thường gặp có thể kể đến như đau ở vùng tiêm, phát ban, buồn nôn, sốt và khó ngủ. Phản ứng dị ứng nặng đôi khi cũng có thể xảy ra. Kháng sinh này thường khá an toàn để sử dụng trong khi đang mang thai. Những người bị dị ứng với penicillin hoặc cephalosporin vẫn có thể sử dụng kháng sinh này. Spectinomycin được xếp nhóm thuốc aminocyclitol. Spectinomycin có thể tiêu diệt một số vi khuẩn bằng bằng cách ngăn chặn quá trình sinh tổng hợp protein của bọn chúng.
Spectinomycin được phát hiện vào năm 1961. Nó nằm trong danh sách các thuốc thiết yếu của Tổ chức Y tế Thế giới, tức là nhóm các loại thuốc hiệu quả và an toàn nhất cần thiết trong một hệ thống y tế. Chi phí bán buôn ở các nước đang phát triển là khoảng US $ 5 mỗi liều. Thuốc này không có sẵn ở Hoa Kỳ. Chúng được phân lập từ xạ khuẩn Streptomyces spectabilis.

## Cơ chế hoạt động
Spectinomycin liên kết với tiểu đơn vị 30S của ribosome của vi khuẩn và làm gián đoạn quá trình sinh tổng hợp protein. Một dạng kháng thuốc đã xuất hiện trong RNA ribosome 16S ở vi khuẩn Pasteurella multocida.